# Gare d'autocars de Montréal
Ne doit pas être confondu avec gare centrale de Montréal ou terminus Centre-ville.
La  Gare d'autocars de Montréal est le terminus d'autocars de Montréal. Il s'agit du point de départ et d'arrivée des lignes d'autocars desservant différentes destination du Québec, du Canada et des États-Unis.
Elle est liée au métro de Montréal par 200m de trottoir à l'extérieur jusqu'à la station Berri-UQAM et au Montréal souterrain.

## Histoire

### Gares précédentes

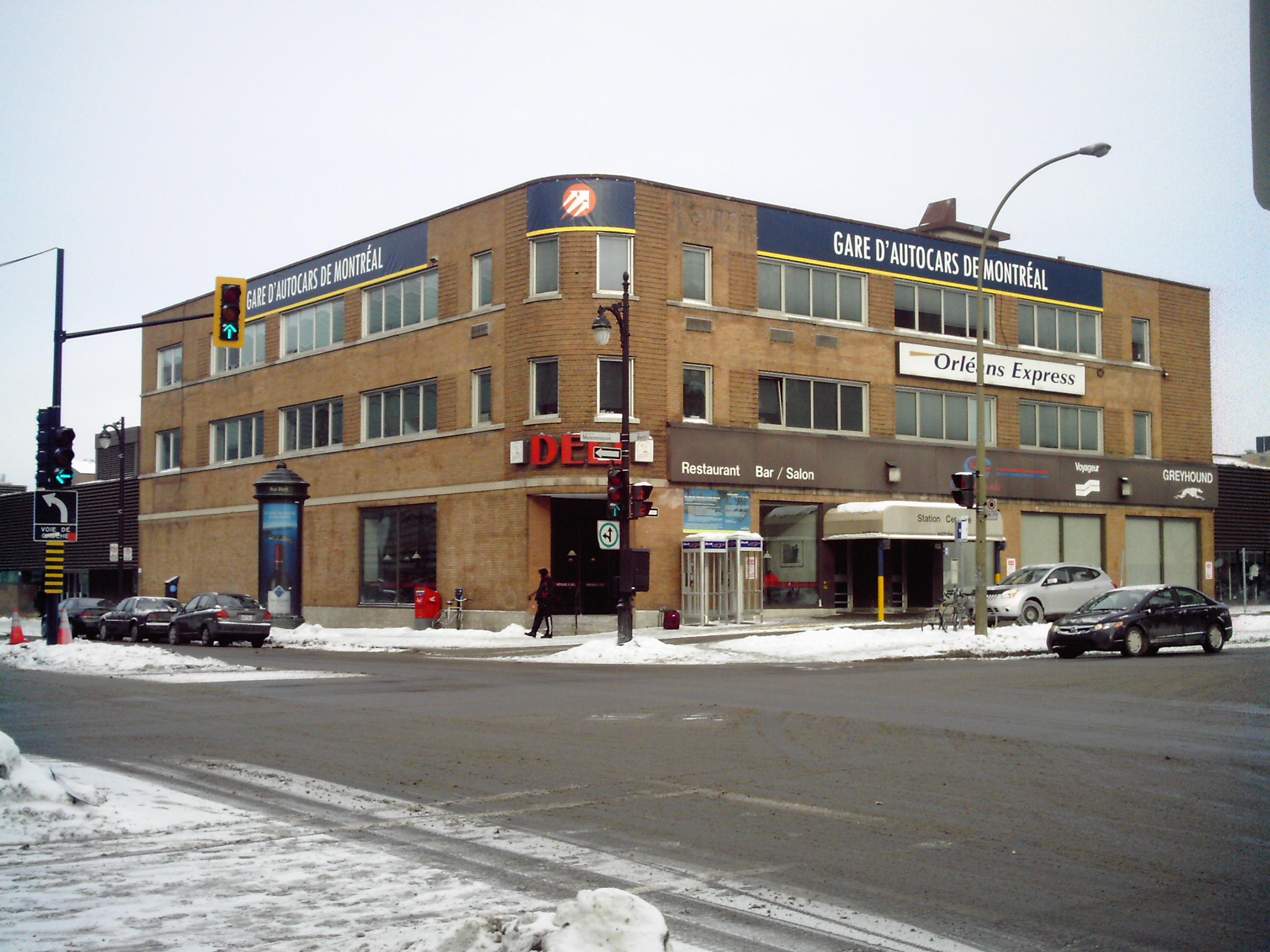
L'ancienne gare d'autocars en 2009.

De 1929 à 1954, la Compagnie de transport provincial (CTP) accueille des autocars au coin des rues De Montigny et Saint-Christophe. Cependant, le terminus d'autocars se trouve bien plus à l'ouest, sur le boulevard Dorchester à l'angle sud-est de la rue Drummond. Il est démoli en 1970 en vue d'un projet immobilier de la Société immobilière Marathon qui sera abandonné. 
En 1951, un nouveau terminus d'autocars est construit à l'angle des rues Berri et De Montigny, conçu dans le style « paquebot » par David Shennan. 
Cette gare est d'abord connue sous le nom de Terminus provincial puis de Terminus Voyageur, du nom de la compagnie propriétaire, Voyageur Colonial Bus Lines. Elle est ensuite désignée Station centrale d'autobus de Montréal avant de prendre son nom actuel en 2009. Ce bâtiment est abandonné depuis 2011, mais la construction d'un édifice gouvernemental était prévu à cet endroit pour 2019. 

### Îlot Voyageur

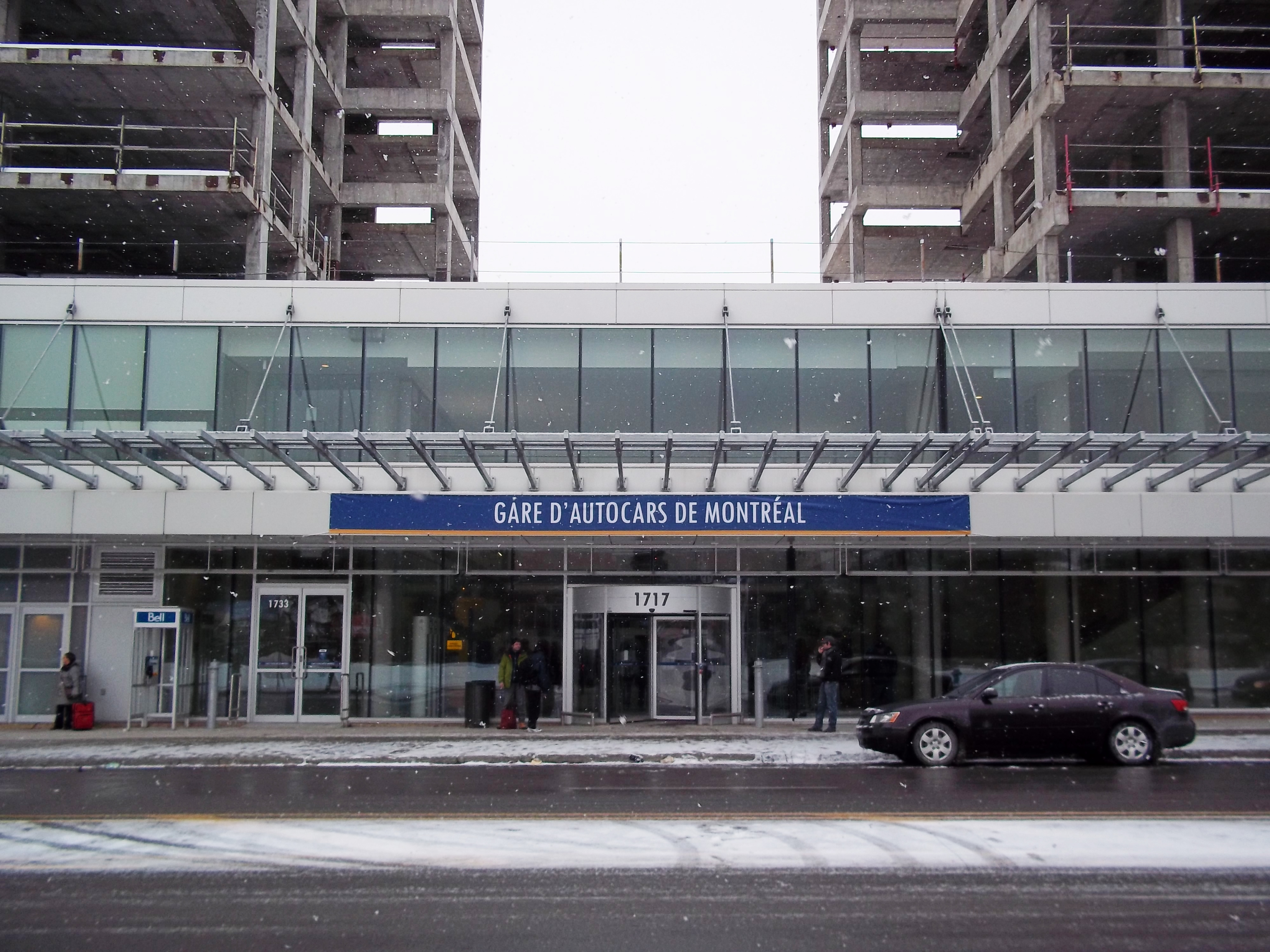
Gare d'autocars de Montréal, 1717, rue Berri

En 2005, l'Université du Québec à Montréal (UQAM) décide d'agrandir son campus au nord de la place Émilie-Gamelin, sur un quadrilatère plus tard surnommé Îlot Voyageur. Ce terrain, qui appartient alors à la firme privée Busac, est situé entre le boulevard De Maisonneuve et les rues Berri, Ontario et Saint-Hubert. L'ancienne gare se trouve au sud de ce vaste lot. Le chantier débute en 2006. Le projet inclut une reconstruction de la gare ainsi que des résidences universitaires, un nouveau pavillon, une tour à bureaux et un stationnement souterrain de 800 places. Rapidement, le projet devient un gigantesque gouffre financier,, entraînant une crise politique et budgétaire pour l'UQAM et la démission de son recteur Roch Denis le 8 décembre 2006. Les travaux sont interrompus à partir de 2007. En 2008, le gouvernement du Québec vient éponger les dettes du projet. Il devient propriétaire des terrains et de la structure inachevée en 2010.
Malgré le fait que le chantier de l'Îlot Voyageur soit abandonné, la nouvelle gare située au premier étage est achevée au coût de 62 millions de dollars. Elle ouvre ses portes le 8 décembre 2011 dans une partie complétée. Le reste de la structure est vendue par le gouvernement au Groupe Aquilini en 2013 pour en faire un immeuble d'habitation.

### Réaménagement de la partie sud
La ville de Montréal acquiert le site de l'ancien terminus de bus en 2018 pour un coût de 18 millions de dollars. Le 12 janvier 2024, la ville annonce vouloir voir un complexe de 700 appartements sur le site dont des logements sociaux et abordables.
L'année suivante, la ville signe un entente pour construire plus de 1000 logements sur le site du gare, dans la partie sud de l'Îlot Voyageur. Des 1030 logements prévus, 500 sont développés et gérés par le promoteur Mondev. Les 530 autres unités, développées par l’UTILE, un organisme à but non lucratif : 430 sont destinées à des étudiants, et 100 sont aménagées dans la Maison des gens de lettres, un espace de vie et de travail abordable pour écrivains et professionnels du domaine littéraire, et pour des familles à faible ou modeste revenu. La gare sera démolie et le site devra peut-être être décontaminé avant la construction, qui devrait maintenant être achevée au plus tôt en 2030,.

## Destinations
| Transporteur                     | Destinations | Réf    |
| -------------------------------- | --- | ------ |
| Autobus Galland (en)             | - Mont-Tremblant et Mont-Laurier via Saint-Jérôme, Saint-Sauveur, Sainte-Adèle, Val-Morin, Sainte-Agathe-des-Monts, Labelle, Rivière-Rouge, Lac-Saguay et Lac-des-Écorces                                          | [ 16 ] |
| Greyhound Lines                  | - New York via Plattsburgh, Glens Falls, Saratoga Springs, Albany - Boston via Burlington, Montpelier, White River Junction, Hanover, Concord et Manchester                                                        | [ 17 ] |
| Trailways of New York (Megabus)  | - New York via Plattsburgh, Glen Falls, Saratoga Springs, Albany et Ridgewood | [ 18 ] |
| Limocar                          | - Sherbrooke - express via Bromont et Magog - local via Rougemont, Saint-Césaire, Saint-Paul-d'Abbotsford, Granby, Bromont, Waterloo, Stukely-Sud, Eastman et Magog - Granby via Bromont - Cowansville via Bromont | [ 19 ] |
| Autobus Maheux                   | - Rouyn-Noranda via Saint-Jean-sur-le-Lac, Grand-Remous, Montcerf-Lytton, Lac-Rapide, Kitcisakik, Val-d'Or, Dubuisson, Malartic et Rivière-Héva - Ottawa via l'Autoroute 50 et Gatineau                            | [ 20 ] |
| Orléans Express                  | - Québec - express via Sainte-Foy - via Drummondville et Sainte-Foy - via Trois-Rivières et Sainte-Foy - via Saint-Hyacinthe, Drummondville, Victoriaville et Sainte-Foy - Gatineau via l'Autoroute 417 et Ottawa  | [ 21 ] |
| Société de transport de Montréal | - Aéroport international Pierre-Elliott-Trudeau de Montréal via le boulevard René-Lévesque et la station Lionel-Groulx (à l'intérieur de la gare à partir du 9 janvier 2023)                                       | [ 22 ] |

Toronto est la seule destination à ne pas être desservie par les autocars interurbains de Montréal à la Gare d'autocars. L'arrêt d'autobus Megabus en direction de Toronto est situé au 997, rue Sainte-Antoine Ouest.

## Intermodalité
La Gare d'autocars de Montréal est liée à la station Berri-UQAM par trottoir, située 200 mètres au sud de la gare. Ainsi, les lignes 30 Saint-Denis / Saint-Hubert, 361 Saint-Denis, 427 Express Saint-Joseph et 747 YUL Aéroport Montréal-Trudeau / Centre-ville s'arrêtent devant la gare sur la rue Berri, et la 125 Ontario s'arrêtent sur la rue Ontario. Ainsi, les arrêts de la 15 Sainte-Catherine se trouvent sur le boulevard De Maisonneuve en direction ouest, et la rue Sainte-Catherine (ou le boulevard René-Lévesque durant la saison estivale) en direction est. L'arrêt de la navette 715 vers le Vieux-Port et le Vieux-Montréal se trouve sur la rue Berri, à côté de la Place Émilie-Gamelin.

## Galerie

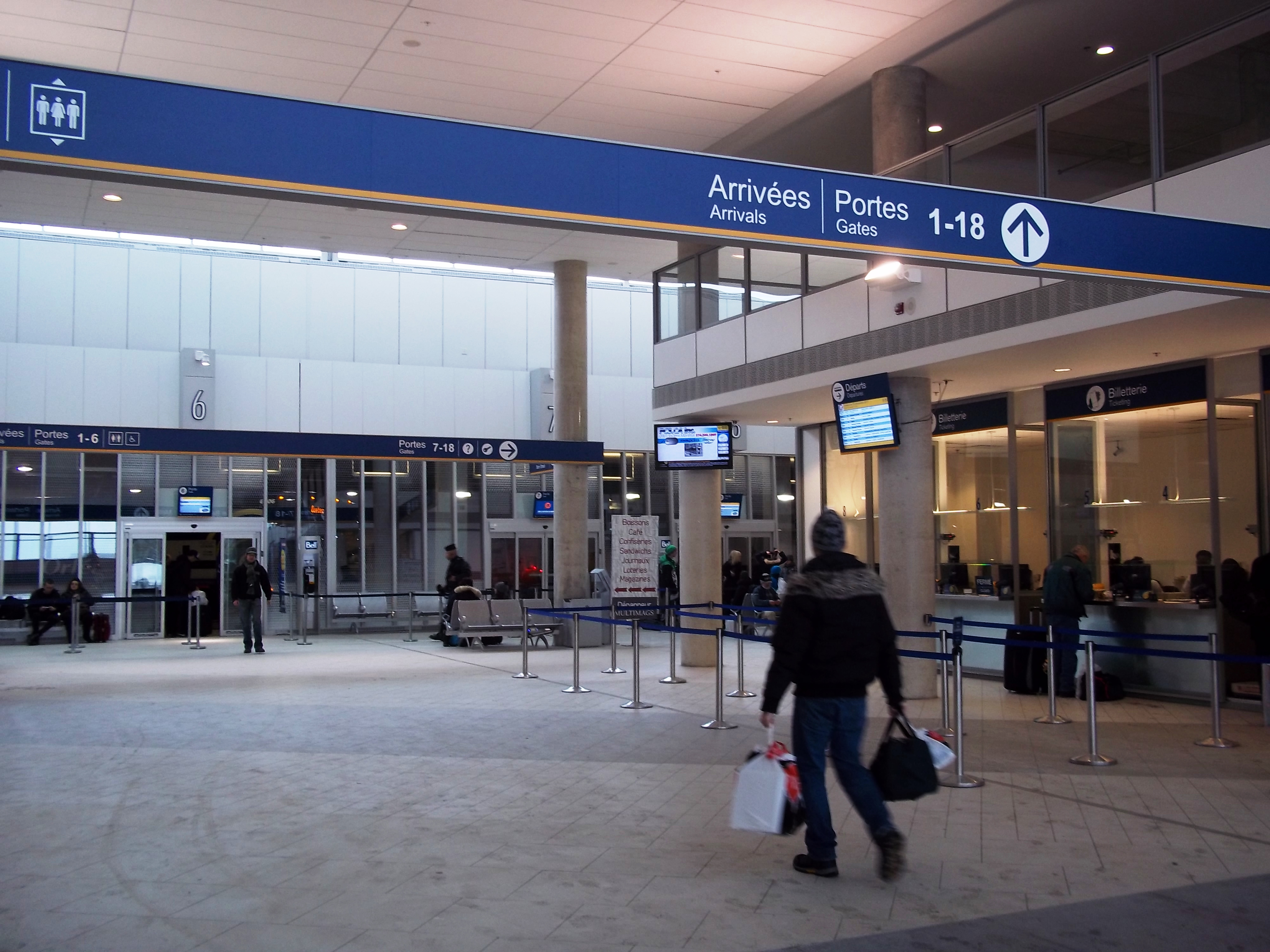
Vue de l'intérieur.
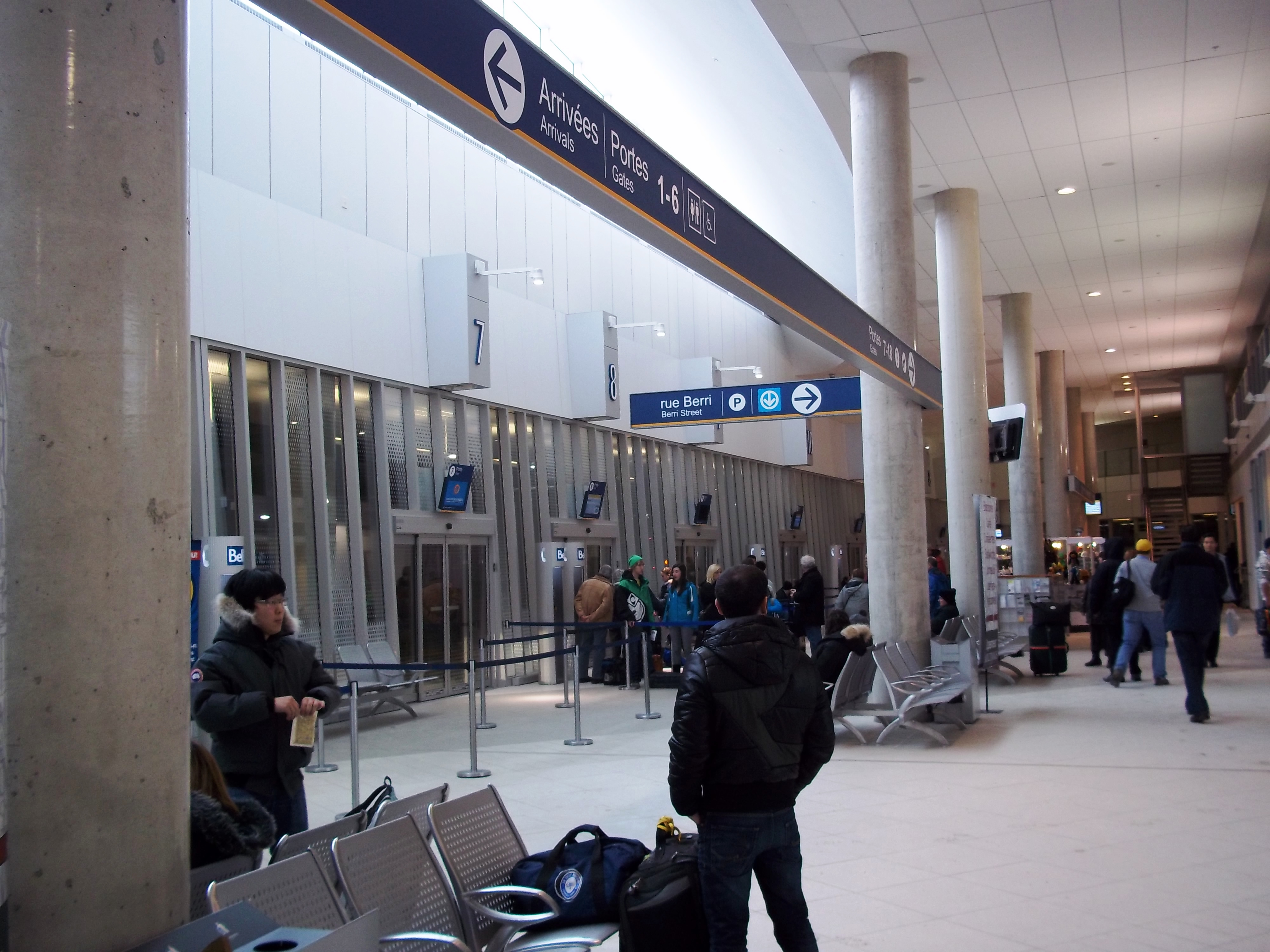
Autre angle.
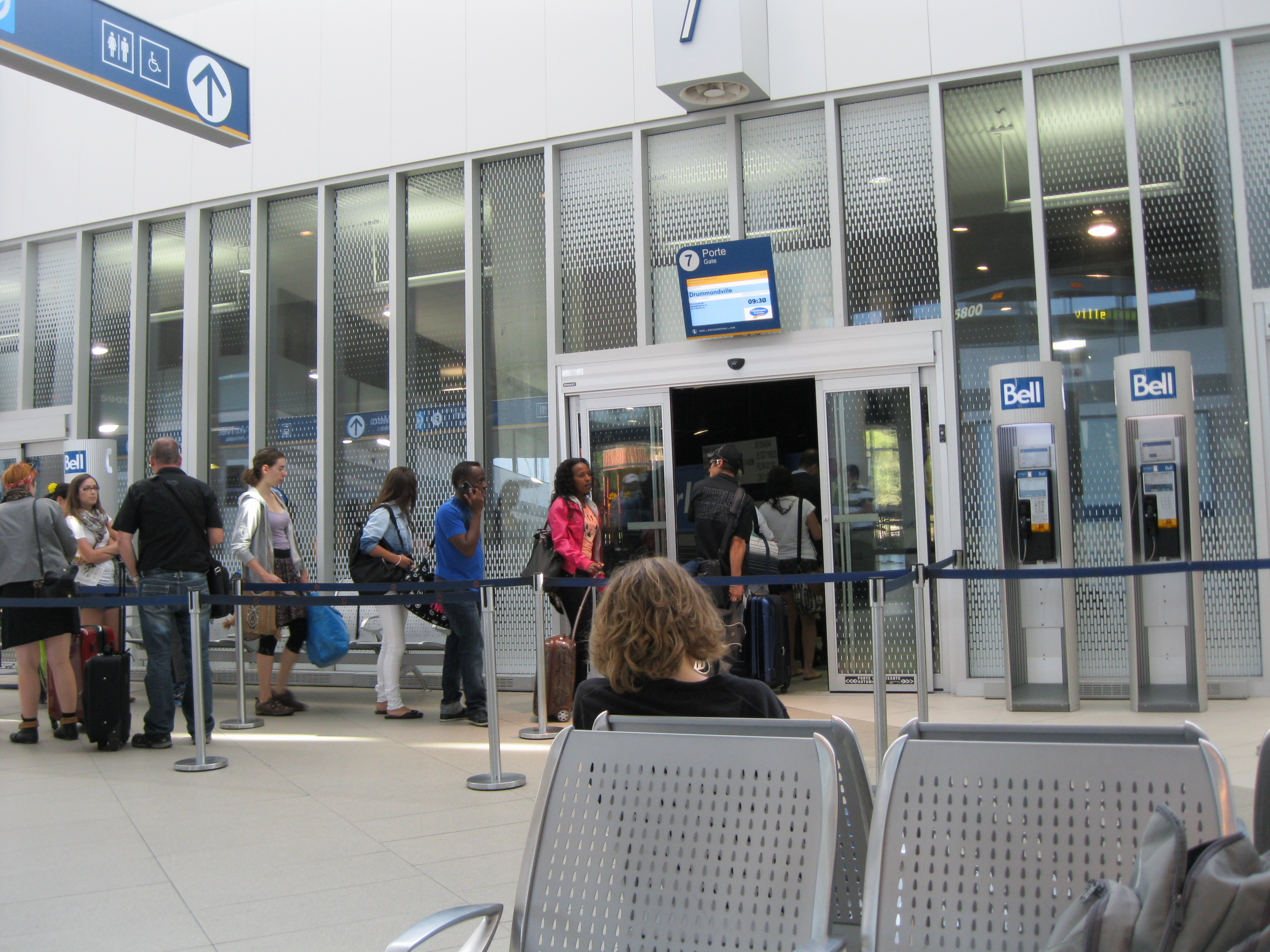
Porte d'accès au quai d'embarquement.
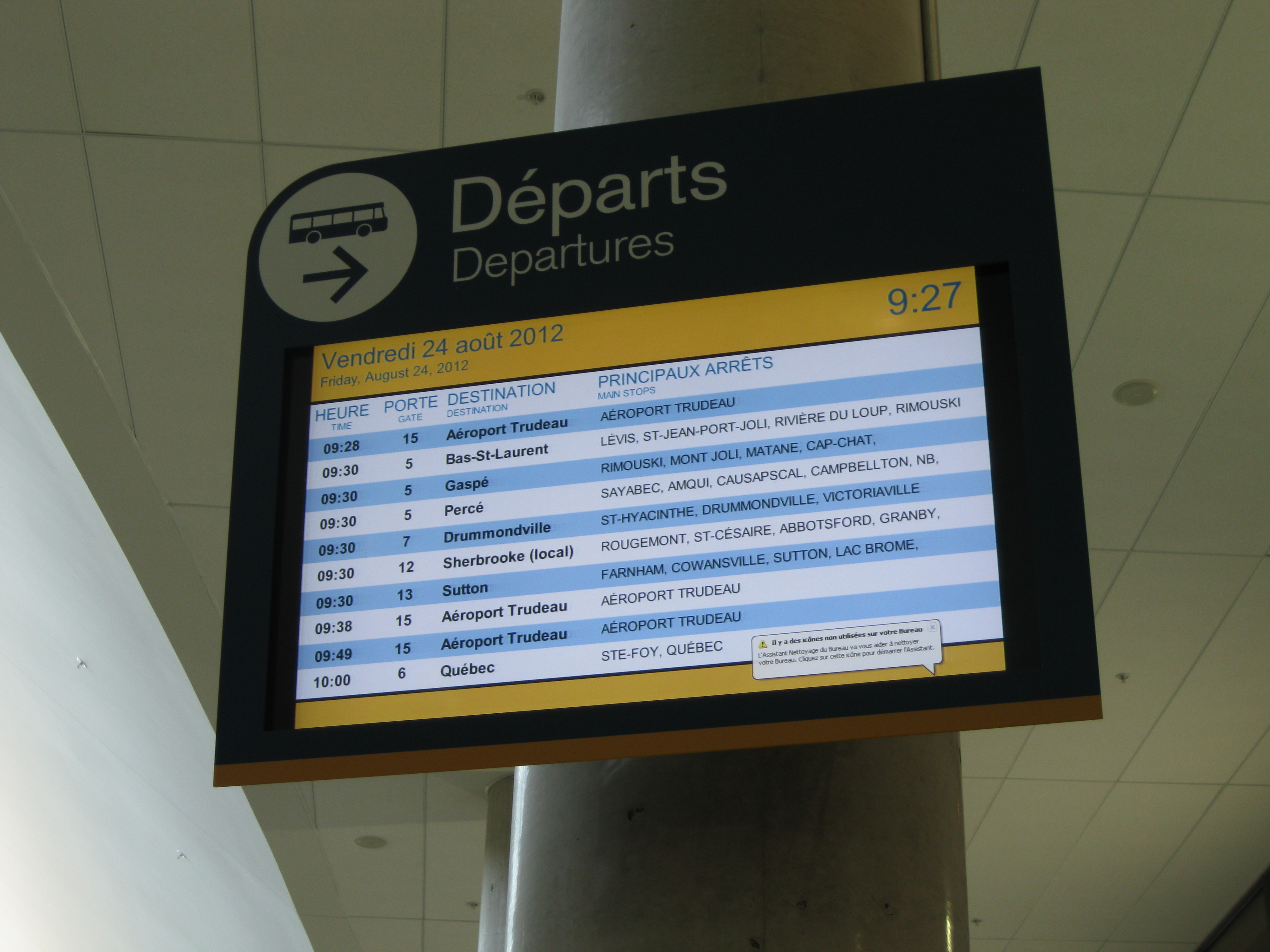
Panneau d'information.
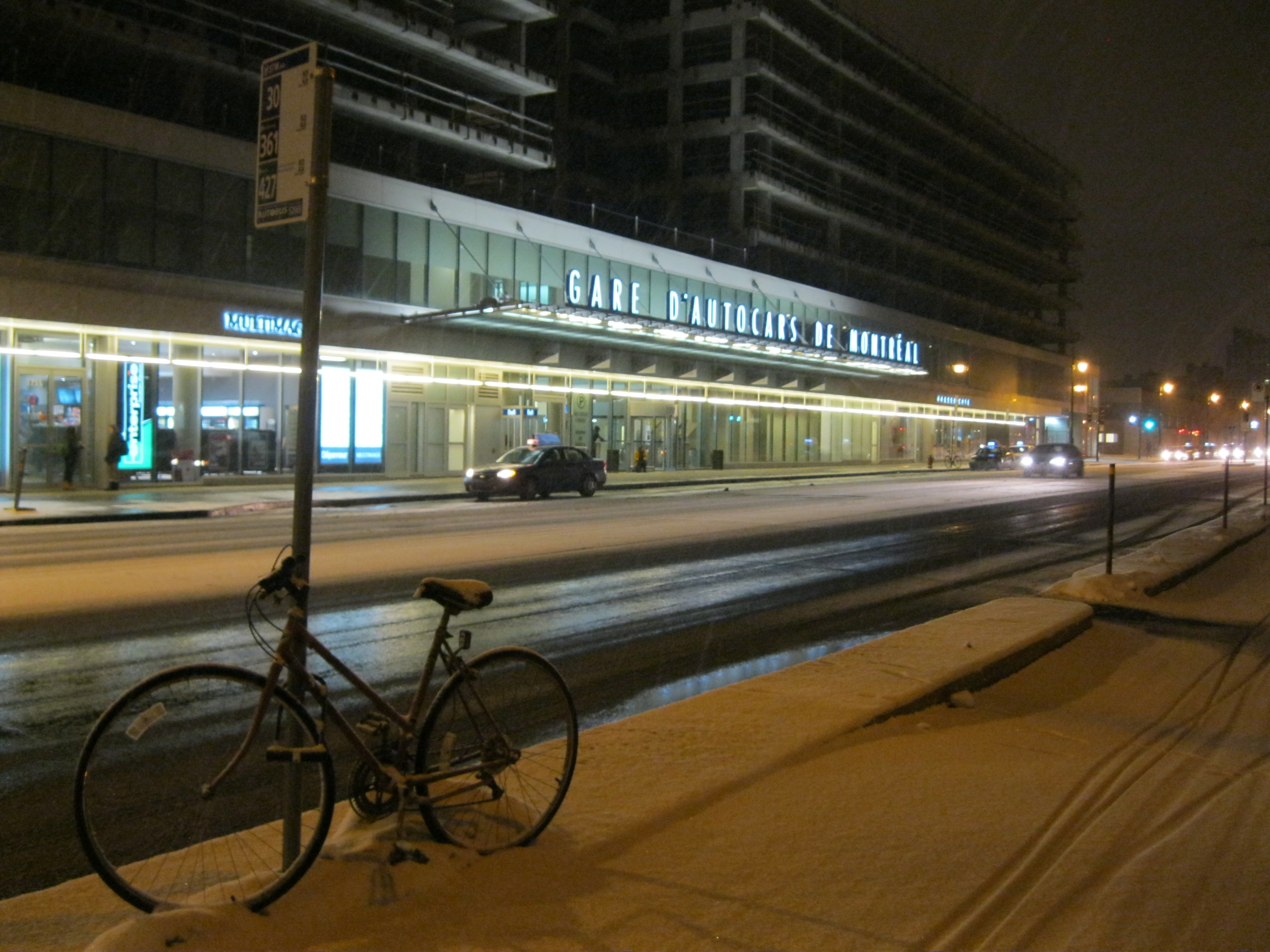
L'Îlot Voyageur, la nuit.